# Uhelná
Uhelná (do roku 1948 Serksdorf, německy Sörgsdorf) je obec, která se nachází ve Slezsku, v okrese Jeseník v Olomouckém kraji. Žije zde 473 obyvatel.

## Poloha
Obec Uhelná sousedí na západě s městem Javorník, na jihu s Polskem (gmina Stronie Śląskie) a na východě s obcemi Skorošice, Vlčice a Bernartice. Od okresního města Jeseník je vzdálena 21 km a od krajského města Olomouc 87,5 km.
Geomorfologicky patří Uhelná k provincii Česká vysočina, subprovincii krkonošsko-jesenické (sudetské), na rozhraní oblasti jesenické (východosudetské) (geomorfologický celek Rychlebské hory, podcelek Hornolipovská hornatina) a oblasti Krkonošsko-jesenické (Sudetské) podhůří (geomorfologický celek Vidnavská nížina). Severní část obce je rovinatá, nejhornatější je katastr Nových Vilémovic. Nejvyšším vrcholem je Strážiště (813 m n. m.), dále např. Roveň (779 m n. m.), Vápenný vrch (776 m n. m.), Hraničný vrch (753 m n. m.), Suť (717 m n. m.).
Území Uhelné patří do povodí Odry, resp. Kladské Nisy. Obcí protéká severovýchodním směrem několik drobných toků pramenících v Rychlebských horách: Lánský potok, protékající postupně Novými Vilémovicemi a Uhelnou a posléze přijímající zprava Vlčický potok, a severněji Červený potok, protékající osadou Červený Důl a Dolním Fořtem a ústící do Račího potoka. V osadě Hraničky pramení Vojtovický potok. U Uhelné je zatopený důl Pelnář.
Území obce pokrývá z téměř 49 % zemědělská půda (24,5 % orná půda, 23 % louky a pastviny) a z 45,5 % les.

## Název
Nejstarší písemné doklady z přelomu 13. a 14. století mají podobu Sorykesdorf (s pravopisnými obměnami), která zřejmě vznikla připojením německého Dorf („vesnice“) k polskému osobnímu jméno Šorik (méně pravděpodobně Žerek či Žeryk). Zkrácením původního jména, jehož význam byl „Šorikova ves“, vznikla podoba Sörgsdorf, případně Sergsdorf, používaná až do 20. století. České jméno neměla vesnice do roku 1947, kdy byla pojmenována Uhelná podle místní těžby uhlí.

## Historie
První písemná zmínka o obci pochází z roku 1290. Obec vznikla zřejmě v rámci kolonizace prováděné na Jesenicku vratislavskými biskupy ve 13. století. Roku 1305 se psala jako „Sorykesdorph“, byla tedy pravděpodobně pojmenována po svém lokátorovi jménem Šorik, Šora nebo podobně; z toho vzniklo německé Sörgsdorf a počeštěné Serksdorf.
Od první zmínky patřila Uhelná k panství vratislavských biskupů a byla spravována většinou z Jánského Vrchu.
Již roku 1305 zde bylo zákupní fojtství, které přetrvalo jako samostatný lenní statek až do konce patrimoniální správy roku 1850, resp. do roku 1945. Nezískalo však tak dominantní význam jako v jiných vsích na Jesenicku. V 18. století je držela rodina Andersů.
Ves nebyla příliš velká, v 16.–18. století však byla v jejím okolí založena řada sídel: Dolní a Horní Fořt, Zastávka, obnoveny byly i zaniklé Nové Vilémovice. Uhelná byla převážně zemědělskou obcí, koncem 18. a začátkem 19. století však zde byla provozována i těžba cihlářské hlíny zpracovávané ve fojtské cihelně a těžba hrnčířské hlíny s navazujícím hrnčířstvím, vznikla zde i palírna a potašovna. V 2. polovině 18. století byla na návsi postavena kaple sv. Floriána, roku 1801 pak byl nákladem zdejší občanky Kateřiny Freundové postaven kostel sv. Kateřiny a u něj zřízena římskokatolická fara a o něco později i škola. V roce 1859 se začal o u obce těžit v povrchovém dole nazvaném „Friedrich“ hnědé uhlí – lignit.
Po druhé světové válce bylo odsunuto zdejší německé obyvatelstvo, samotnou Uhelnou se však podařilo – na rozdíl od okolních vesnic – dosídlit poměrně úspěšně. V roce 1948 byl dosavadní úřední název Serksdorf změněn na „Uhelnou“ podle zdejší těžby hnědého uhlí a analogicky k novým názvům zvoleným pro okolní obce (Žulová, Vápenná, Písečná). Uhelný důl, kterému obec vděčila za nový název, byl z „Bedřicha“ přejmenován na „(Antonín) Pelnář“, avšak již roku 1957 byl zatopen a přeměněn na dnešní rybník využívaný k rekreaci. V zemědělství dominoval Státní statek Javorník, kterému roku 1949 připadly konfiskované pozemky fojtského velkostatku a ke kterému byla postupně připojena i veškerá ostatní zemědělská půda.
Osady Dolní Fořt Domkáři, Dolní Fořt Mlatci Zahradníci, Horní Fořt a Zastávka náležely k obci Uhelná již od počátku obecního zřízení roku 1850. V roce 1949 byla k Uhelné připojena sousední obec Nové Vilémovice i s osadami Hraničky a Červený Důl. Celá takto rozšířená obec Uhelná byla v poslední etapě normalizačního slučování k 1. lednu 1985 připojena k městu Javorník. 23. listopadu 1990 se však opět osamostatnila.
Uhelná je členem Mikroregionu Javornicko, svazku obcí vzniklého v roce 2001. Obec je také od roku 1993 členem Sdružení měst a obcí Jesenicka (SMOJ), které tvoří obce okresu Jeseník, a od roku 1997 členem Euroregionu Praděd.
K Uhelné patřila osada Zastávka (německy Stillstand), nacházející se 2 km jižně na svahu vrchu Suť, poblíž bývalé osady Hřibová na katastru Vlčic. Její jméno znamená území, na kterém je zakázáno stavět, zastavena stavba: dotyčná oblast byla totiž sporná mezi vratislavskými biskupy jako držiteli Uhelné a sousedními pány von Maltitz jako majiteli statku Vlčice. Po vyřešení sporu zde roku 1735 biskup zřídil drobnou osadu. Půda se zde však hodila nanejvýš k pastvě a obyvatelé se živili námezdní prací a přadláctvím. Roku 1836 zde bylo 12 domů, v letech 1900 a 1930 11. Po odsunu původních německých obyvatel v letech 1945–1946 se odlehlou osadu bez valného hospodářského významu nepodařilo dosídlit, v 50. letech byla zcela opuštěna a roku 1963 i úředně zrušena. Nyní jsou zde jen rozvaliny několika budov.

### Správní vývoj
Správní příslušnost Uhelné od roku 1848
- 1848 vévodství slezské, kraj opavský, Nisské knížectví, (část Uhelné, Dolní Fořt, Nové Vilémovice, Hraničky, Červený Důl) panství Jánský Vrch, (Horní Fořt) statek fojtství Horní Fořt, (část Uhelné) statek fojtství Uhelná
- od 1. ledna 1850 do roku 1855 vévodství slezské, politický okres Frývaldov, soudní okres Javorník
- od roku 1855 do roku 1868 vévodství slezské, smíšený okres Javorník
- od roku 1868 do 30. listopadu 1928 vévodství slezské / země slezská, politický okres Frývaldov, soudní okres Javorník
- od 1. prosince 1928 do 31. ledna 1949 země moravskoslezská, politický okres Frývaldov, soudní okres Javorník
  - kromě: od 1. října 1938 do května 1945 „sudetoněmecká území“, od 15. dubna 1939 jako říšská župa Sudety / Reichsgau Sudetenland; (od 1. května 1939) vládní obvod Opava / Regierungsbezirk Troppau; (od 20. listopadu 1938) Landkreis Freiwaldau, Amtsgericht Weidenau
  - od 31. května 1945 Slezská expozitura země Moravskoslezské
- od 1. ledna 1949 do 30. června 1960 Olomoucký kraj, okres Jeseník
- od 1. července 1960 do 31. prosince 1995 Severomoravský kraj, okres Šumperk
- od 1. ledna 1996 do 31. prosince 1999 Severomoravský kraj, okres Jeseník
- od 1. ledna 2000 Olomoucký kraj, okres Jeseník

### Vývoj počtu obyvatel
Počet obyvatel Uhelné podle sčítání nebo jiných úředních záznamů:
Celá obec Uhelná
| Rok            | 1869 | 1880 | 1890 | 1900 | 1910 | 1921 | 1930 | 1950 | 1961 | 1970 | 1980 | 1991 | 2001 |
| -------------- | ---- | ---- | ---- | ---- | ---- | ---- | ---- | ---- | ---- | ---- | ---- | ---- | ---- |
| Počet obyvatel | 2094 | 2121 | 2023 | 1825 | 1790 | 1729 | 1792 | 715  | 790  | 643  | 556  | 531  | 549  |

1. ↑  z toho: 12 Čechoslováků, 1753 Němců; 1790 řím. kat., 1 evang., 1 bez vyzn.
2. ↑  z toho: 483 Čechů, Moravanů a Slezanů, 25 Slováků, 15 Němců, 3 Poláci; 192 řím. kat., 1 čsl. hus., 5 evang., 277 bez vyzn.

V obci Uhelná je evidováno 238 adres : 200 čísel popisných (trvalé objekty) a 38 čísel evidenčních (dočasné či rekreační objekty). Při sčítání lidu roku 2001 zde bylo napočteno 155 domů, z toho 130 trvale obydlených.
Část obce Uhelná
| Rok            | 1836 | 1869 | 1880 | 1890 | 1900 | 1910 | 1921 | 1930 | 1950 | 1961 | 1970 | 1980 | 1991 | 2001 |
| -------------- | ---- | ---- | ---- | ---- | ---- | ---- | ---- | ---- | ---- | ---- | ---- | ---- | ---- | ---- |
| Počet obyvatel | 753  | 692  | 756  | 708  | 651  | 628  | 585  | 689  | 428  | 412  | 380  | 354  | 396  | 400  |

1. ↑  z toho: Serksdorf (Uhelná) 682, Zastávka 71
2. ↑  z toho: 2 Čechoslováci, 679 Němců; 687 řím. kat., 1 evang., 1 bez vyzn.
3. ↑  z toho: Serksdorf (Uhelná) 645, Zastávka 44

V samotné Uhelné je evidováno 1131 adres : 129 čísel popisných (trvalé objekty) a 2 čísla evidenční (dočasné či rekreační objekty). Při sčítání lidu roku 2001 zde bylo napočteno 106 domů, z toho 93 trvale obydlených.

### Církevní správa
Z hlediska římskokatolické církevní správy spadá Uhelná do farnosti Uhelná, která patří do děkanátu Jeseník diecéze ostravsko-opavské. Farnost je administrována excurrendo z Javorníku.
Evangeličtí věřící patří k farnímu sboru Javorník u Jeseníku. Věřící Československé církve husitské patří k náboženské obci v Jeseníku.

## Části obce
- Uhelná (k. ú. Uhelná)
- Červený Důl (k. ú. Nové Vilémovice)
- Dolní Fořt (k. ú. Dolní Fořt)
- Horní Fořt (k. ú. Dolní Fořt)
- Hraničky (k. ú. Nové Vilémovice)
- Nové Vilémovice (k. ú. Nové Vilémovice)

## Doprava
Obcí prochází silnice I. třídy číslo 60 z Jeseníku, Žulové a Vlčic směrem na Javorník a dále na státní hranici, odkud pokračuje jako silnice 382 do polského Pačkova, a dále severojižní silnice III. třídy odbočující ze silnice II/457 a procházející Uhelnou směrem na části obce Nové Vilémovice a Červený Důl.

## Pamětihodnosti
- Římskokatolický farní kostel svaté Kateřiny, postavený roku 1801 (kulturní památka)[16]
- Kaple svatého Floriána z 2. poloviny 18. století
- Socha svatého Jana Nepomuckého z počátku 19. století[17]
- Zřícenina Rychlebského hradu
- Na území Uhelné okrajově zasahuje evropsky významná lokalita Rychlebské hory – Račí údolí, cenná pro svá lesní a luční společenstva

## Školství
V obci se nachází mateřská škola.